# آرثر هامبسون
آرثر هامبسون (21 مايو 1878 في المملكة المتحدة - 24 نوفمبر 1952) (بالإنجليزية: Arthur Hampson)‏ هو لاعب كريكت بريطاني (وحمل سابقاً جنسية المملكة المتحدة لبريطانيا العظمى وأيرلندا). لعب مع نادي مقاطعة ليسترشاير للكريكت ‏.

## وصلات خارجية
- آرثر هامبسون على موقع إي آس بي آن كريك إنفو (الإنجليزية)